# Antón Délvig
Barón Antón Antónovich Délvig (en ruso: Анто́н Анто́нович Де́львиг) (17 de agosto de 1798,  Moscú - 26 de enero de 1831, San Petersburgo) fue un poeta y periodista ruso, que estudió en el Liceo de Tsárskoye Seló,  al lado de Aleksandr Pushkin, quien se convertiría en su gran amigo. Pushkin le dedicó un poema ('O, Délvig'). Délvig encargó un retrato de Pushkin elaborado por Orest Kiprenski, que Pushkin compraría posteriormente a la viuda de su amigo.

## Vida
Provenía por línea paterna de una noble y empobrecida familia de alemanes del Báltico. Pero estaba tan rusificado, que no conocía el idioma alemán.
En su poesía, Délvig defendió la menguante tradición del Neoclasicismo ruso. Se interesó en el folclor ruso y escribió numerosas imitaciones de canciones folclóricas. Algunas de estas fueron interpretadas instrumentalmente por compositores como Aleksandr Aliábiev y Mijaíl Glinka.
Como periodista, Délvig editó el periódico Las Flores del Norte (Sévernye Tsvetý) (1825–1831), en el que Pushkin colaboró regularmente. De 1830–31, coeditó con Pushkin la Literatúrnaya gazeta (1830–31), que fue prohibida por el gobierno zarista ante la información presentada por Faddéi Bulgarin.